# Montello (Lombardia)
Montello (lombardul: Montèl) település Olaszországban, Lombardia régióban, Bergamo megyében. Lakosainak száma 3216 fő (2023. január 1.). Montello Bagnatica, Gorlago, Costa di Mezzate, Albano Sant’Alessandro és San Paolo d’Argon községekkel határos.

## Népesség
A település lakossága az elmúlt években az alábbi módon változott:
| Lakosok száma | 3326 | 3263 | 3216 |
|               | 2017 | 2018 | 2023 |